# Enicospilus sarukhani
Enicospilus sarukhani là một loài tò vò trong họ Ichneumonidae.